# 沙瓦纳
沙瓦纳（法語：Chavanat，法語發音：[ʃavana]）是法国克勒兹省的一个市镇，属于欧比松区。

## 地理
沙瓦纳（45°57'11"N, 1°57'51"E）面积12.73 平方千米，位于法国新阿基坦大区克勒兹省，该省份为法国中部省份，位于法國中央高原西北部，北起安德尔省和谢尔省，西接维埃纳省，南至科雷兹省，东临多姆山省，东北与阿列省接壤。
与沙瓦纳接壤的市镇（或旧市镇、城区）包括：巴尼兹、勒蒙泰伊欧维孔特、拉普日、圣乔治拉普日、圣叙尔皮斯莱尚、维达亚。

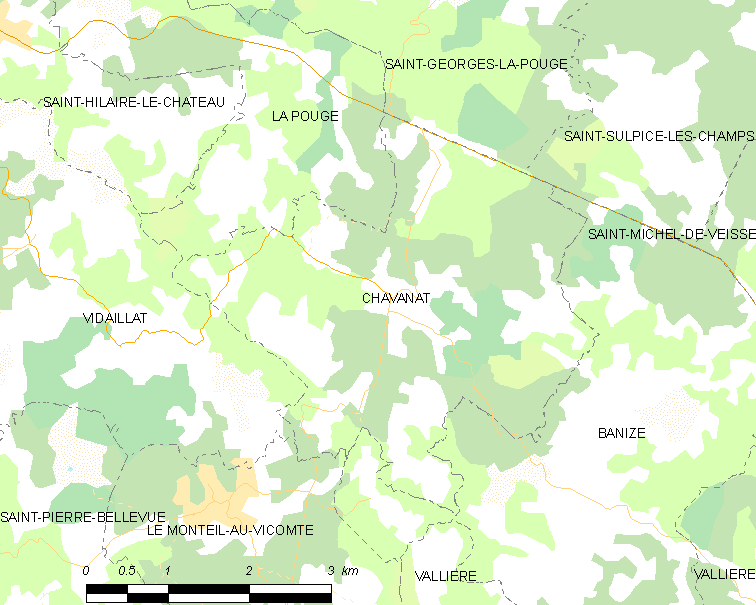
沙瓦纳的OSM定位图

沙瓦纳的时区为UTC+01:00、UTC+02:00（夏令时）。

## 行政
沙瓦纳的邮政编码为23250，INSEE市镇编码为23060。

## 政治
沙瓦纳所属的省级选区为阿安县。

## 人口

1962-2008年间沙瓦纳人口变化图示

沙瓦纳于2022年1月1日时的人口数量为138人。